# Galium smithreitzii
Galium smithreitzii är en måreväxtart som beskrevs av Lauramay Tinsley Dempster. Galium smithreitzii ingår i släktet måror, och familjen måreväxter. Inga underarter finns listade i Catalogue of Life.